# Mirŭk sa
Mirŭk sa (Klasztor Maitrei, 미륵사) – nieistniejący już koreański klasztor, największy klasztor królestwa Pakeche.

## Historia klasztoru
Klasztor ten został wybudowany jako narodowa świątynia przez króla Mu (pan. 600-641), 30 panującego w królestwie Paekche. Zasadniczo był nieco podobny do klasztoru Hwangnyong wbudowanego w królestwie Silli, jednak zajmował dużo większy obszar, co symbolizowało jego wagę jako czołowej świątyni Paekche. Nawet po upadku Paekche, w okresie zjednoczonej Silli, klasztor istniał dalej i wzbudzał podziw. Co więcej, kontynuował swoją działalność także w okresie dynastii Koryŏ (918-1392), kiedy to dokonano jego rekonstrukcji.
O tym, że klasztor funkcjonował w tych okresach można dowiedzieć się z wykopalisk prowadzonych na terenie klasztornym.
Sytuacja zmieniła się, gdy do władzy doszła konfucjańska dynastia Chosŏn (1392–1910). Władcy chcieli całkowicie zlikwidować buddyzm i ważniejsze było budowanie pałaców i gmachów rządowych od klasztorów i świątyń.
Obecnie większość badaczy sądzi, że klasztor został porzucony na przełomie XVI i XVII wieku, być może w związku z japońską inwazją w latach 1592-1598. W Wayurok napisanym przez uczonego Kanga Hu-jina w 1738 roku, znajduje się fragment poświęcony kamiennej pagodzie klasztornej, która znajdowała się już wtedy na polu ryżowym i została uszkodzona przez piorun wiek wcześniej. Tak więc klasztor Mirŭk został pozostawiony i budynki zaczęły się rozsypywać. Fotografie z początków XX wieku pokazują na wpół zwaloną pagodę stojącą na polu ryżowym.
W 1980 roku, jako część wysiłków poświęconych poszukiwaniu pozostałości po kulturze Pakeche, Narodowy Instytut Badawczy Kulturalnego Dziedzictwa Buyeo zainicjował prace wykopaliskowe na całym terenie zajmowanym przez dawny klasztor. Projekt trwał przez siedemnaście lat. Okazało się wtedy, że pomiędzy dwoma kamiennymi pagodami (wschodnią i zachodnią) znajdowała się jeszcze pagoda drewniana. Te trzy pagody ustawione były w jednej linii i za każdą z nich (w kierunku północnym) znajdował się Kŭmdan (dosłownie Złoty budynek).
Miejsce, na którym znajdował się klasztor, jest obecnie Historycznym Miejscem nr 150, a pozostała kamienna pagoda jest Skarbem Narodowym nr 11.
Klasztor Mirŭk został wybudowany aby promować pomyślność królestwa Paekche. Jako że była to narodowa świątynia, jej konstrukcja wymagała pracy największych artystów, rzemieślników i techników królestwa. Paekche słynęło ze swoich zaawansowanych technik architektonicznych, które wpłynęły zarówno na sąsiednie królestwo Silli jak i na budownictwo klasztorne w Japonii, gdyż to mnisi z Paekche wprowadzali buddyzm w tym kraju. Ponieważ słynny rzemieślnik z Paekche – Abiji – został zaproszony w 645 roku do królestwa Silli aby nadzorować budowę dziewięciokondygnacyjnej pagody w klasztorze Hwangnyong, przypuszcza się, że pracował on także przy konstrukcji Mirŭk sa, zwłaszcza że oba klasztory powstawały w tym samym czasie. W Samguk Sagi wspomina się o tym, że król Silli Chinpyŏng przesłał do Paekche pewną ilość pracowników, aby wspomogli wysiłek konstrukcji klasztoru.

## Plan klasztoru
Klasztor był budowlą w pełni unikatową. Od strony południowej ograniczony był grzbietem góry Yonghwa. Sam klasztor zbudowany był na dwóch platformach obudowanych kamiennymi ograniczeniami. Linia dzieląca platformy przebiegała w okolicy środkowej bramy i tylnej części budynku wykładów.
Przednia platforma zawierała południową bramę, bramy środkowe, z prostokątnym placem uformowanym przez korytarze budynków. Ta platforma dzieliła się na trzy sekcje – zachodnią, środkową i wschodnią – z których każda posiadała odpowiednią, wspomnianą już, pagodę. Ten podział na trzy sekcje jest unikatowym stylem związanym z klasztorami okresu Paekche. Dość prawdopodobne wytłumaczenie tego niespotykanego układu jest oparte na sutrze opisującej jak Maitreja – przyszły budda, który przebywa w niebie Tusita – zbawia wszystkie istoty wygłaszając trzy kazania. Klasztor nosił imię Maitrei i odzwierciedlał kult jakim cieszył się wówczas w północno-wschodniej Azji ten bodhisattwa. Wyraz tej samej filozofii można znaleźć w klasztorze Kŭmsan w Kimje, w którym trzy wyobrażenia Buddy zostały umieszczone w budynku Maitrei (Mirŭkjŏn).
W pracy Samguk Sagi (Historia Trzech Królestw), w której wspomina się o tym klasztorze, znajduje się informacja o tym, że klasztor Mirŭk został wybudowany z podziałem na trzy sekcje i w każdej z nich znajdował się budynek zawierający wyobrażenie Buddy oraz pagoda, w której przechowywano relikwie (skt śarira). Wykopaliska potwierdziły ten podział; okazało się, że istniał jeszcze staw. Architektoniczna struktura klasztoru ucieleśniała podstawowe zasady buddyzmu, a świątynia ta jest także unikatowym przykładem filozofii związanej z Maitreją, która została zintegrowana z planem klasztoru.

## Obiekty architektoniczne i wykopaliska

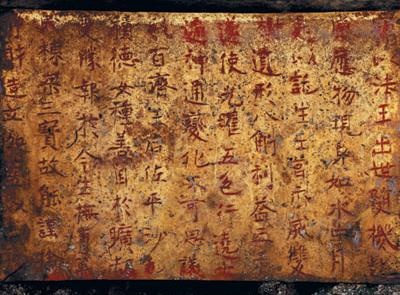
Złota plakietka z poświęcenia klasztoru w 639 roku

W latach 90. XX wieku zrekonstruowano dziewięciokondygnacyjną 30-metrową pagodę wyznaczającą wschodnią sekcję klasztoru, opierając się na wyglądzie jej kamiennej podstawy. Zachodnia kamienna pagoda (Mirŭksajisŏkt'ap) została ostatnio tymczasowo rozebrana, gdyż groziła zawaleniem. Pierwotnie była ona również dziewięciokondygnacyjna, jednak do dziś przetrwało tylko sześć kondygnacji. Uważa się, że pagody w Mirŭk było imponującymi strukturami, gdyż resztki rozebranej pagody mierzyły 14.2 metra wysokości. Jest to najstarsza pagoda w Korei, pochodzi z pierwszej połowy VII wieku.
W 1915 roku wykonano pewne prace reperacyjne przy pagodzie. Jednak były to zaledwie podstawowe prace przy wypełnianiu ubytków cementem, aby zapobiec runięciu całej konstrukcji. Z biegiem czasu te wypełnienia zaczęły się wykruszać.
W 1978 roku po naukowych pracach badawczych gruntów klasztornych, które określiły wygląd zawalonej wschodniej pagody, zdecydowano się na odbudowę zachodniej pagody. W tym celu najpierw ją całkowicie rozebrano w 2001 roku. W czasie demontażu drugiej kondygnacji odkryto kilka reliktów, w tym skorupy ceramicznego dzbana z okresu zjednoczonej Silli, fragment dachówki z 1317 roku i monety z XVIII wieku. Świadczy to o tym, że pagoda ta była kilkakrotnie remontowana. Odkryto także, iż centralna kamienna kolumna (odpowiednik centralnego filaru w drewnianych pagodach) sięgała od dolnego poziomu do szóstej kondygnacji. Okazało się również, iż pomiędzy kolejnymi poziomami kamieni znajdowały się aplikacje pięciocentymetrowej warstwy ziemi, które działały jako rodzaj zaprawy rozkładającej równomiernie nacisk bloków kamiennych i ich prawidłowe ułożenie.
14 stycznia 2009 roku odkopano w pomieszczeniu na relikwie (na dnie centralnych fundamentów) kilka wyjątkowych skarbów. Najważniejszym z nich jest złoty relikwiarz na śarira z zawartością. Znaleziono także dokument z poświęcenia klasztoru w "roku Kihae", czyli w 639 roku. Obecnie prace trwają w dolnych partiach fundamentów. Prace demontażowe miały być zakończone w 2013 roku, a prace nad rekonstrukcja całej pagody – w roku 2014. Trwa także dyskusja, czy przywrócić wysokość oryginalnej dziewięciokondygnacyjnej pagody, czy zrekonstruować ją tylko do szóstej kondygnacji. Prawdopodobnie zwycięży wersja zrekonstruowania tylko sześciu kondygnacji.

## Rekonstrukcja klasztoru
Ze względu na podejście do rekonstrukcji wyrażone przez The International Centre for the Study of the Preservation and Restoration of Cultural Property (ICCROM), Mirŭk sa nie spełnia wymogów stawianych w pełni rekonstruowanym obiektom. W tej sytuacji istnieje kilka rozwiązań:
- rekonstrukcja będąca odtworzeniem terenów klasztornych i jego budynków w formie wirtualnej dzięki graficznemu programowi komputerowemu. Byłoby to stosunkowo tanie i nie wymagające kosztów konserwacji, jednak nie zaspokoiłoby możliwości naocznego obserwowania architektury
- rekonstrukcji tylko do poziomu fundamentów, ukazujących plan i strukturę architektoniczną budynków. Całość oparta byłaby na wykopaliskach, a nie na pracy konceptualnej.
- pełna rekonstrukcja wybranych budynków na określonym terenie klasztornym. Byłoby to najciekawszym doświadczeniem dla zwiedzających
- pełna rekonstrukcja całego klasztoru w jego oryginalnej wielkości. Byłoby to najbardziej korzystne dla zwiedzających, jednak wymagałoby wszechstronnych uzgodnień i porozumień, technicznych ekspertyz itd. W dodatku zniszczeniu musiałyby ulec oryginalne architektoniczne resztki klasztoru. Proponuje się więc zrekonstruować klasztor w innym miejscu. Byłoby to działanie podobne do tych jakie podjęto przy budowie tamy w Asuanie w Egipcie.

## Adres klasztoru
- Jeollabuk-do, Iksan-si, Geumma-myeon, Mireuksaji-ro 362 (Giyang-ri)
- 전라북도 익산시 금마면 미륵사지로 362

## Galeria

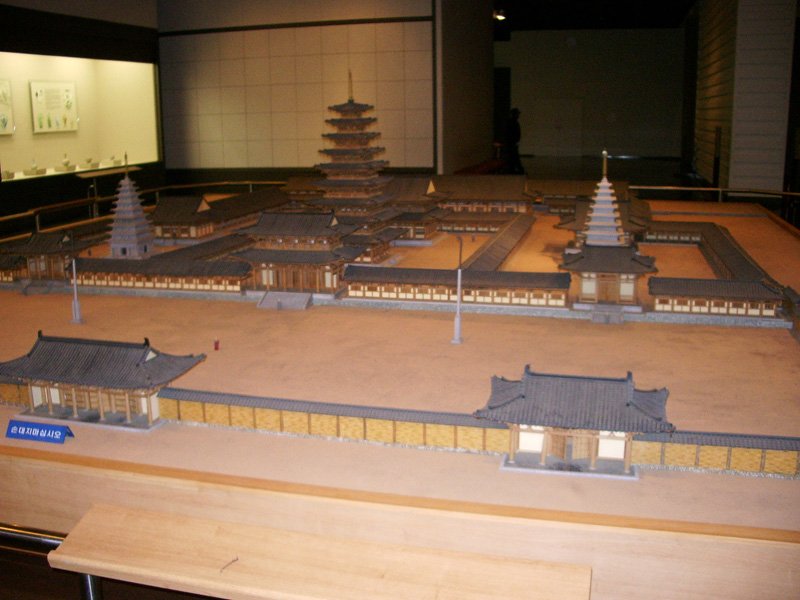
Model klasztoru. Strona zachodnia znajduje się po lewej stronie
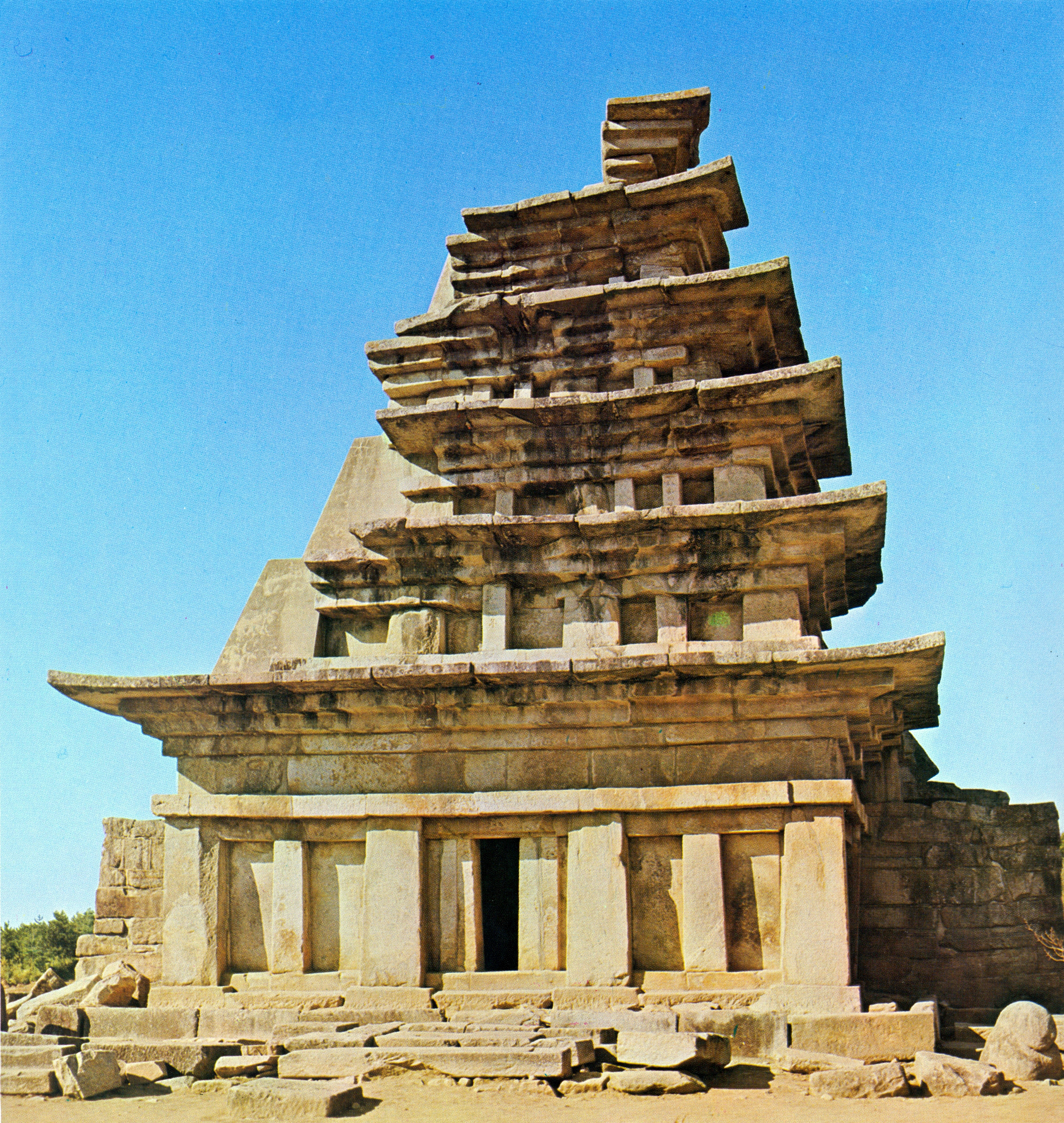
Zachodnia pagoda przez rozebraniem